# 다구치 유야
다구치 유야(일본어: 田口 裕也, 2001년 4월 8일~)는 일본의 축구 선수이다.

## 구단 경력
그는 2020년 J3리그의 가이나레 돗토리에 입단했다. 2022년까지 84경기에 출전하여, 21득점을 넣었다. 2023년 FC 기후로 이적했다. 2024년까지 53경기에 출전하여, 14득점을 넣었다. 2024년 8월 츠바이겐 가나자와로 이적했다. 2025년 J2리그의 에히메 FC로 이적했다.